# Kleven Maritime

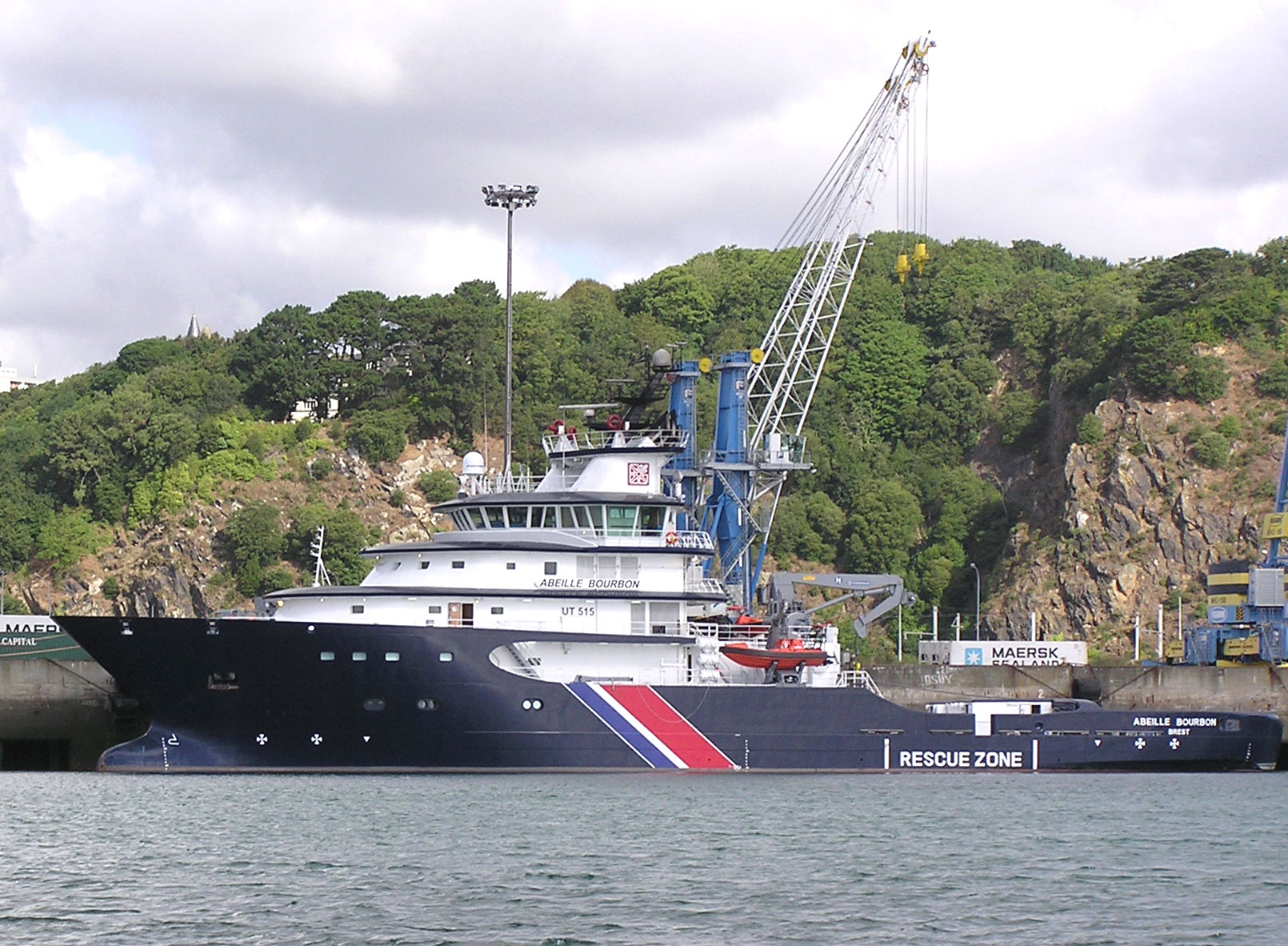
Högsjöbogserbåten M/S Abeille Bourbon, byggd på Myklebust Verft 2005

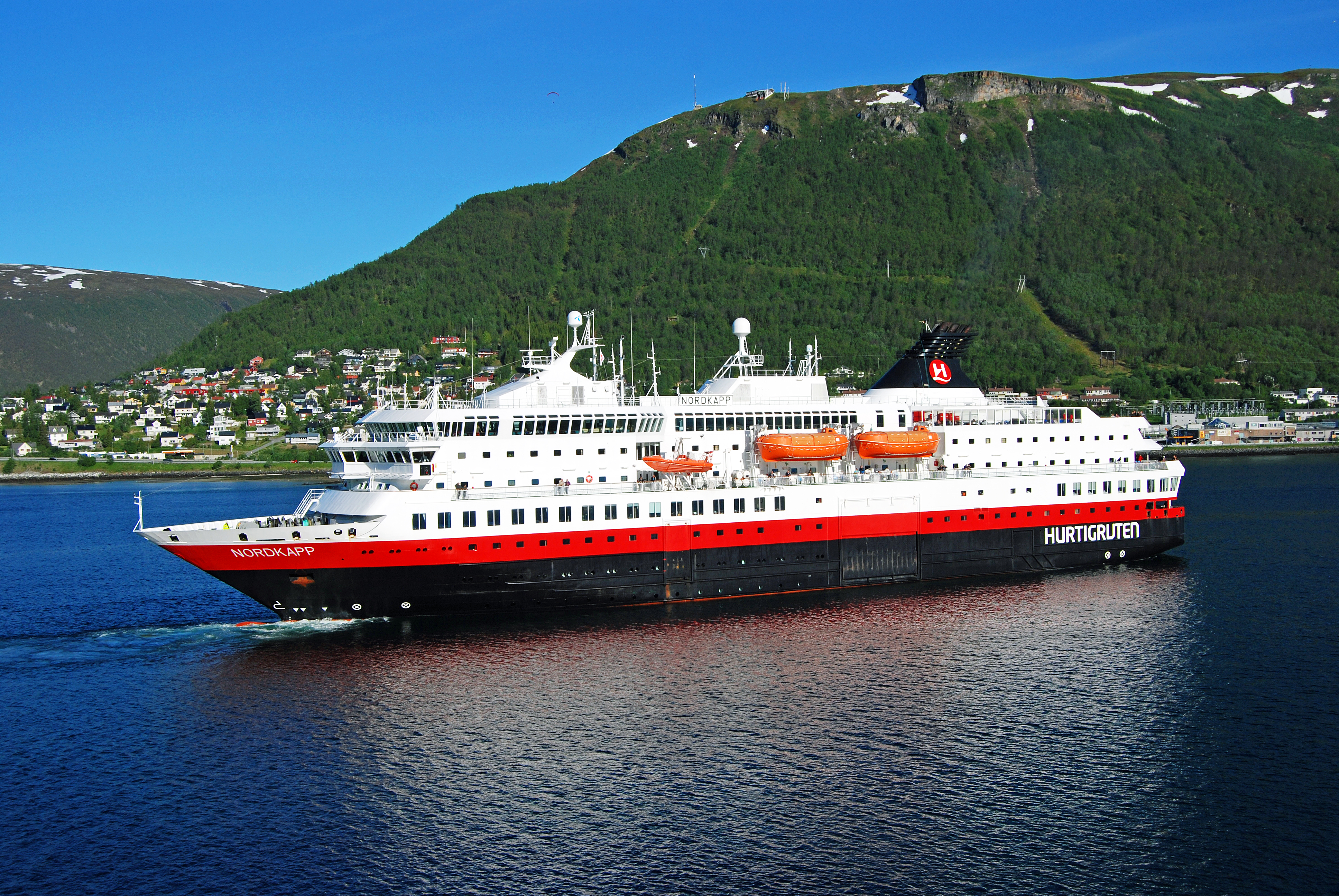
M/S Nordkapp, levererad 1996 av Klevens Verft

Kleven Maritime A/S är ett norskt skeppsbyggnadsföretag, med säte i Ulsteinvik i Ulsteins kommun i Sunnmøre i Møre og Romsdal fylke.
Kleven Maritime är Norges största norskägda skeppsvarvsföretag och bygger framför allt supplyfartyg och andra offshorefartyg  på tre varv i Ulsteinvik, Gursken i Sande kommun samt Førde.
Kleven Marine grundades 1944 som Kleven Mekaniske Verkstad A/S av Marius Kleven (1900–1979) och byggde sitt första nybygge 1961. Kleven Mekaniske Verkstad startade 1975 dotterföretaget Kleven Industri A/S i Rovde i Vanylven och köpte 1980 det konkursade Løland Verft i Hyllestad i Sogn (dotterbolaget Kleven Løland A/S). I juni 1989 bildade det dotterföretaget Kleven Florø A/S, som övertog Ankerløkken Verft i Florø och Førde.
Familjen Kleven sålde Kleven Mekaniske Verksted 1990 till Kværner, som namnändrade företaget till Kværner Kleven Ulsteinvik A/S. Kværner hamnade i slutet av decenniet i djup ekonomisk kris och drog sig då ur skeppsbyggnadsbranschen. Bröderna John, Magnar, Asbjørn och Arthur Kleven köpte 1999, tillsammans med Hareid Elektriske-gruppen, tillbaka företaget. Den senare delägaren var också delägare i Myklebust Verft, vilket ledde till att Myklebust Verft införlivades i Kleven-koncernen.
Kleven Florø såldes 2006 till Aker Yards, medan varvet i Førde drivs vidare inom den egna företagsgruppen, sedan 2007 organiserat som en filial till Kleven Verft A/S i Ulsteinvik.